# Liri
Il Liri è un fiume dell'Italia centro-meridionale, che si sviluppa tra l'Abruzzo, il Lazio e la Campania, con un percorso di 120 chilometri dalla sorgente marsicana fino alla confluenza col Gari, dove prende il nome di Garigliano. 
Con questo nome scorre per altri 38 km, segnando il confine di Lazio e Campania, fino allo sbocco nel mar Tirreno. Per la fusione con questo fiume è conosciuto anche con la denominazione Liri-Garigliano, dalla lunghezza complessiva di 158 chilometri. Attiene all'Autorità di bacino dei fiumi Liri-Garigliano e Volturno. Per secoli ha segnato il confine tra lo Stato Pontificio ed il Regno di Napoli.

## Il percorso del fiume
(Ameti, mappa de Il Lazio, 1693)
Nasce in Abruzzo a Petrella Liri, frazione di Cappadocia, a 1 108 m s.l.m. dal Monte Camiciola (1 701 m s.l.m. - Monti Simbruini) scorrendo copioso di acque nella Valle Roveto, dove riceve tramite un emissario artificiale le acque della piana del Fucino, e attraversa i comuni di Castellafiume, Capistrello, Civitella Roveto, Canistro, Civita d'Antino, Morino, San Vincenzo Valle Roveto e Balsorano.
Nel territorio di Capistrello esistevano due centrali elettriche, oramai dismesse. Della prima, nota come "Karai", non si hanno notizie; della seconda, chiamata "Officina Torlonia" e alimentata dalle acque dell'emissario fucense, sono visibili i resti. Lungo il percorso riceve le acque di numerosi torrenti come La Sponga, Lo Schioppo, Mola di Meta, Rianza e Rio Sparto.
All'altezza di Canistro le acque del Liri sono in parte captate da un'opera idraulica denominata "La Presa" e convogliate in galleria fino a Morino dove alimentano una centrale idroelettrica. Entrato nel Lazio, alle porte di Sora riceve da sinistra il torrente Lacerno ed attraversa la città con una portata media di circa 10 m³/s.

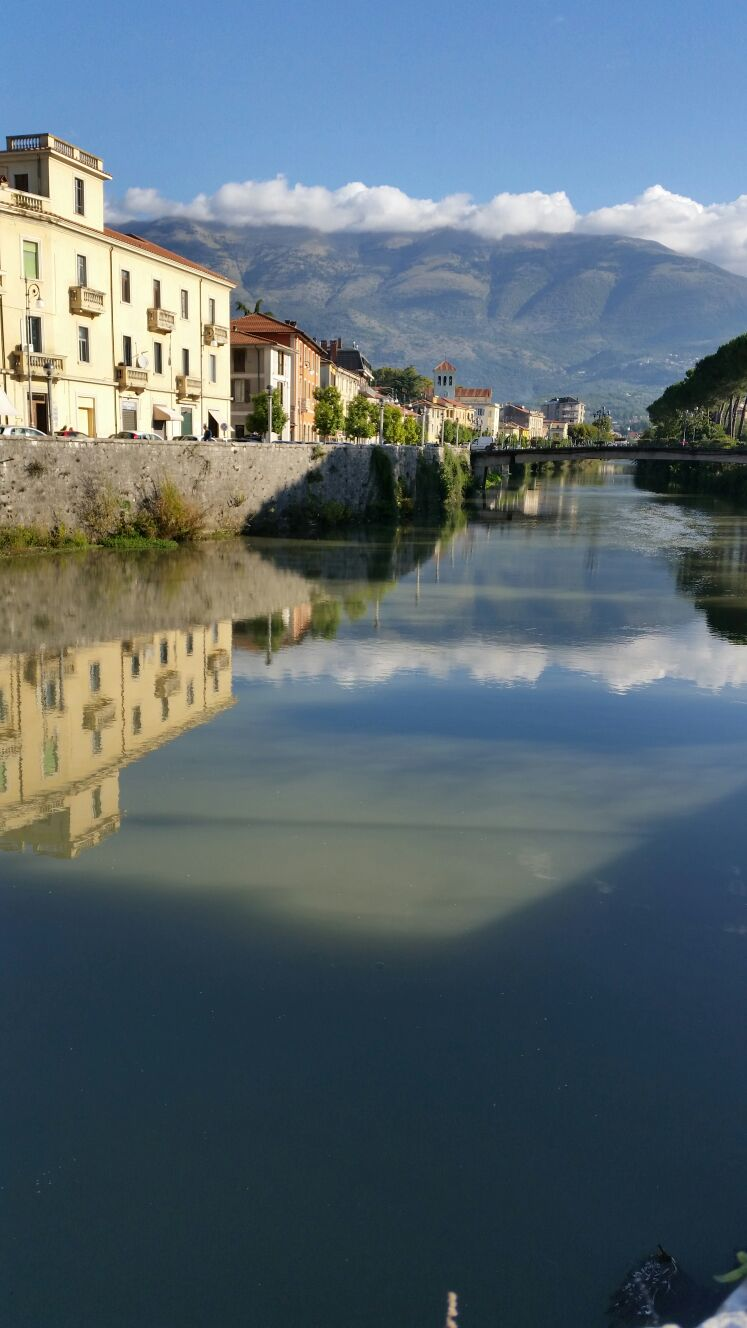
Fiume Liri a Sora

Dopo aver ricevuto da sinistra il fiume Fibreno (11 m³/s), incrementando così notevolmente la propria portata, attraversa il comune di Isola del Liri biforcandosi e dando luogo a due cascate di cui una alta 25 metri. I due rami così formatisi, circondano il centro di Isola del Liri (da cui il nome della cittadina) riunendosi subito dopo.
Il Liri raggiunge Anitrella (frazione di Monte San Giovanni Campano) e Fontana Liri alimentando in successione due centrali. Entra quindi nel territorio del comune di Arce dove riceve da destra il torrente Amaseno.

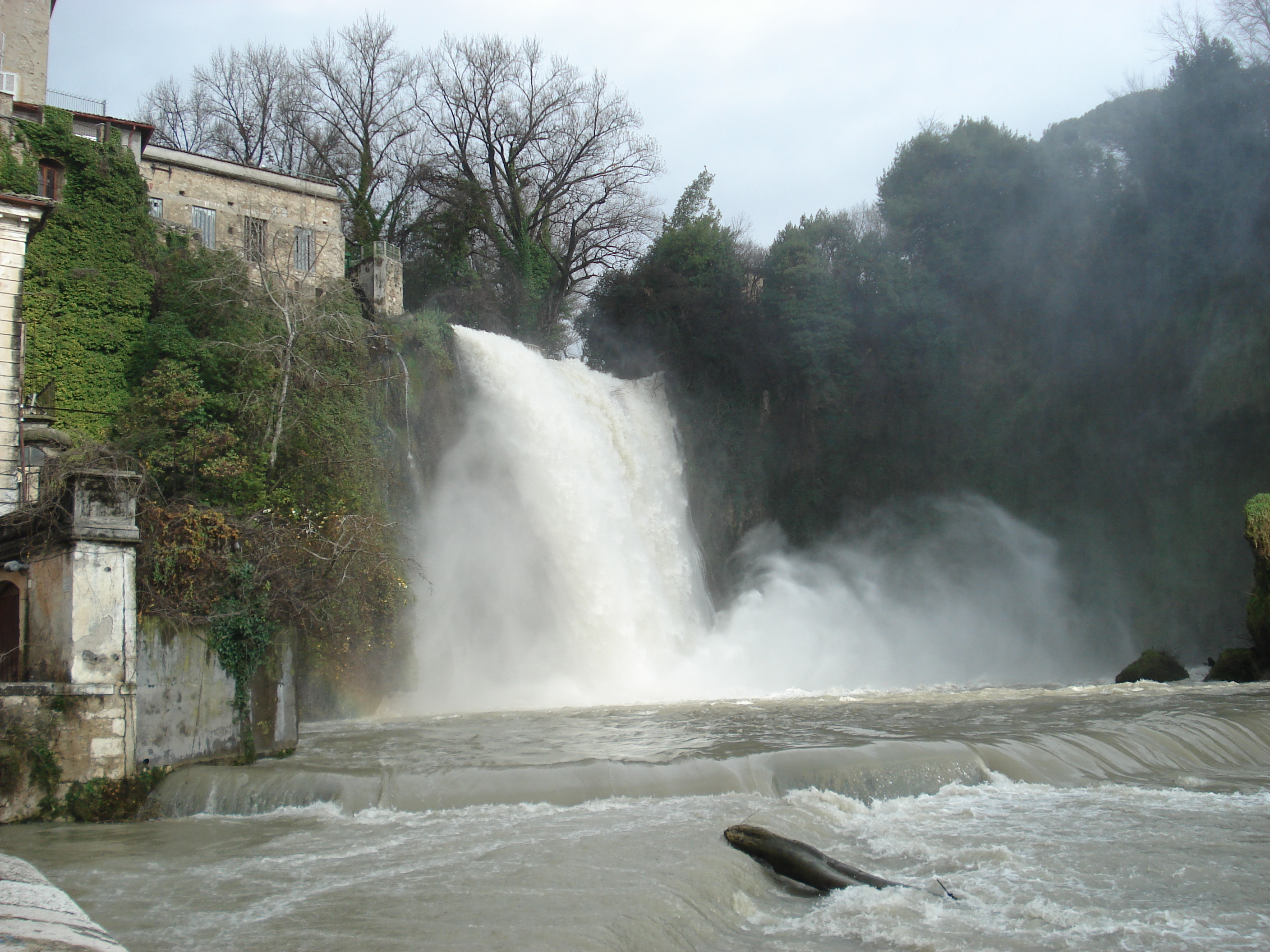
"Cascata Grande" a Isola del Liri

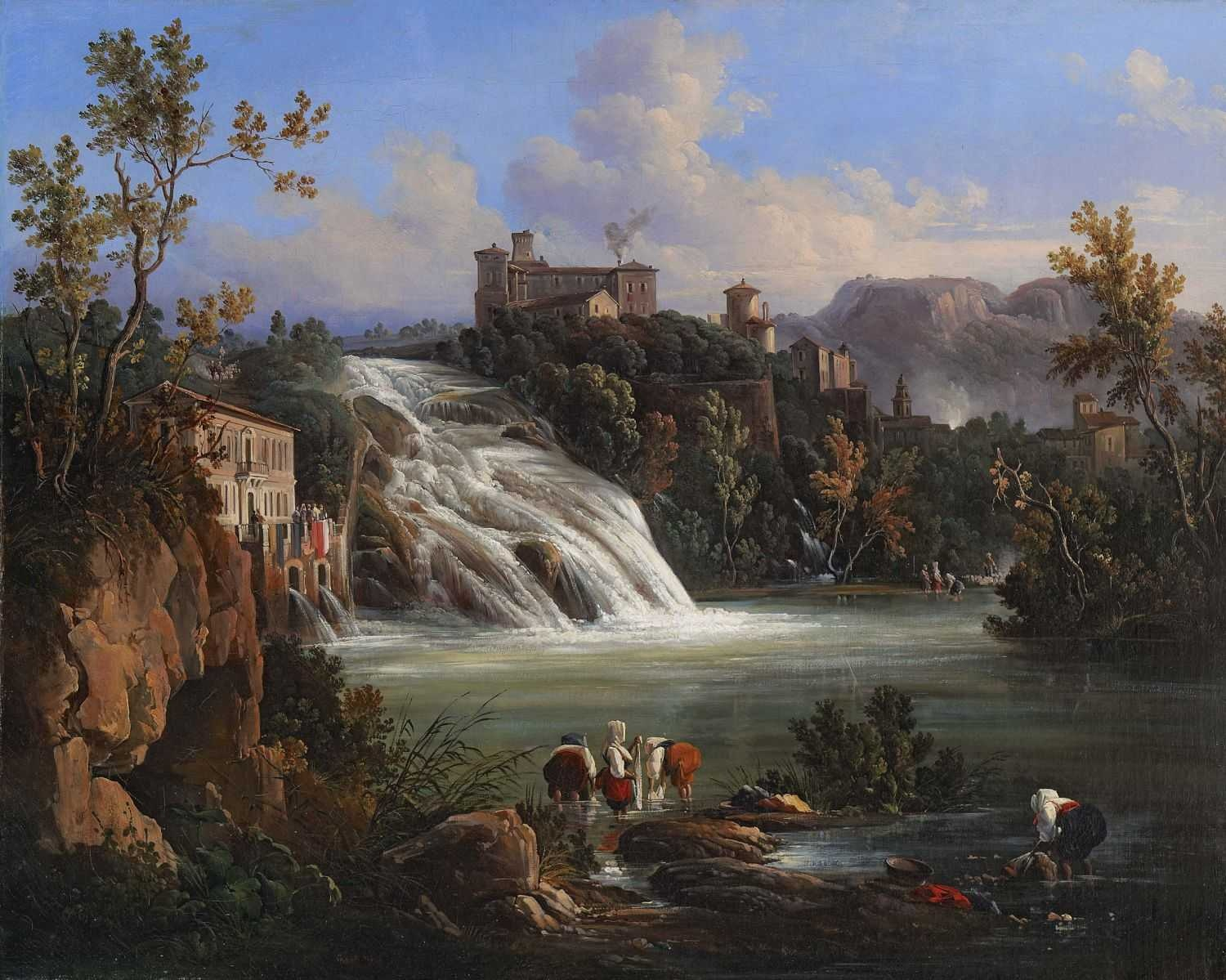
"Cascata del Valcatoio" ad Isola del Liri in un dipinto ottocentesco di Raffaele Carelli

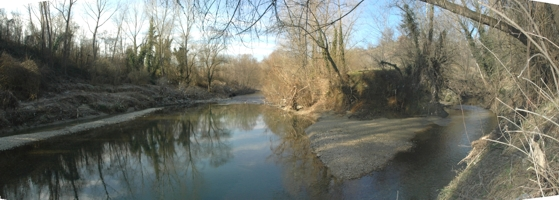
Confluenza del torrente Amaseno nel fiume Liri

Con andamento sinuoso attraversa il territorio di Arce e per lunghi tratti segna il confine con il territorio comunale di Strangolagalli. Giunge poi all'altezza di Ceprano dove alimenta un'altra centrale, per poi rientrare in territorio arcese dove, nella frazione di Isoletta riceve il suo principale affluente di destra, il fiume Sacco (anticamente noto come Teretum o Tresus) (16 m³/s); subito dopo una diga sbarra il suo corso formando il lago di Isoletta nei pressi di San Giovanni Incarico.
A valle del lago artificiale, dopo aver alimentato altre due centrali, nei pressi di Roccasecca, riceve da sinistra le acque del fiume Melfa, proveniente dai Monti della Meta, raggiungendo dopo poco la cittadina di Pontecorvo con una portata media di circa 50 m³/s.
Superato quest'ultimo centro il fiume riceve da destra il Rio Forma Quesa e da sinistra il Rio le Forme d'Aquino dopodiché attraversa il comune di San Giorgio a Liri.
In breve giunge così sulla linea di confine tra Lazio e Campania nei pressi di Sant'Apollinare e nel punto in cui riceve le acque del fiume Gari, a Giunture, vicino a Cassino, prende il nome di Garigliano. Alcune cartografie storiche attestano la denominazione Garigliano sin dalla sorgente.
Il corso d'acqua prosegue per altri 38 chilometri ricevendo da sinistra il fiume Peccia e, presso la foce, il torrente Ausente andando poi a sfociare nel Mar Tirreno nel golfo di Gaeta mantenendo per tutto il percorso i confini naturali tra il Lazio e la Campania.
Il bacino complessivo del Liri-Garigliano è di 5 020 km².

## Regime

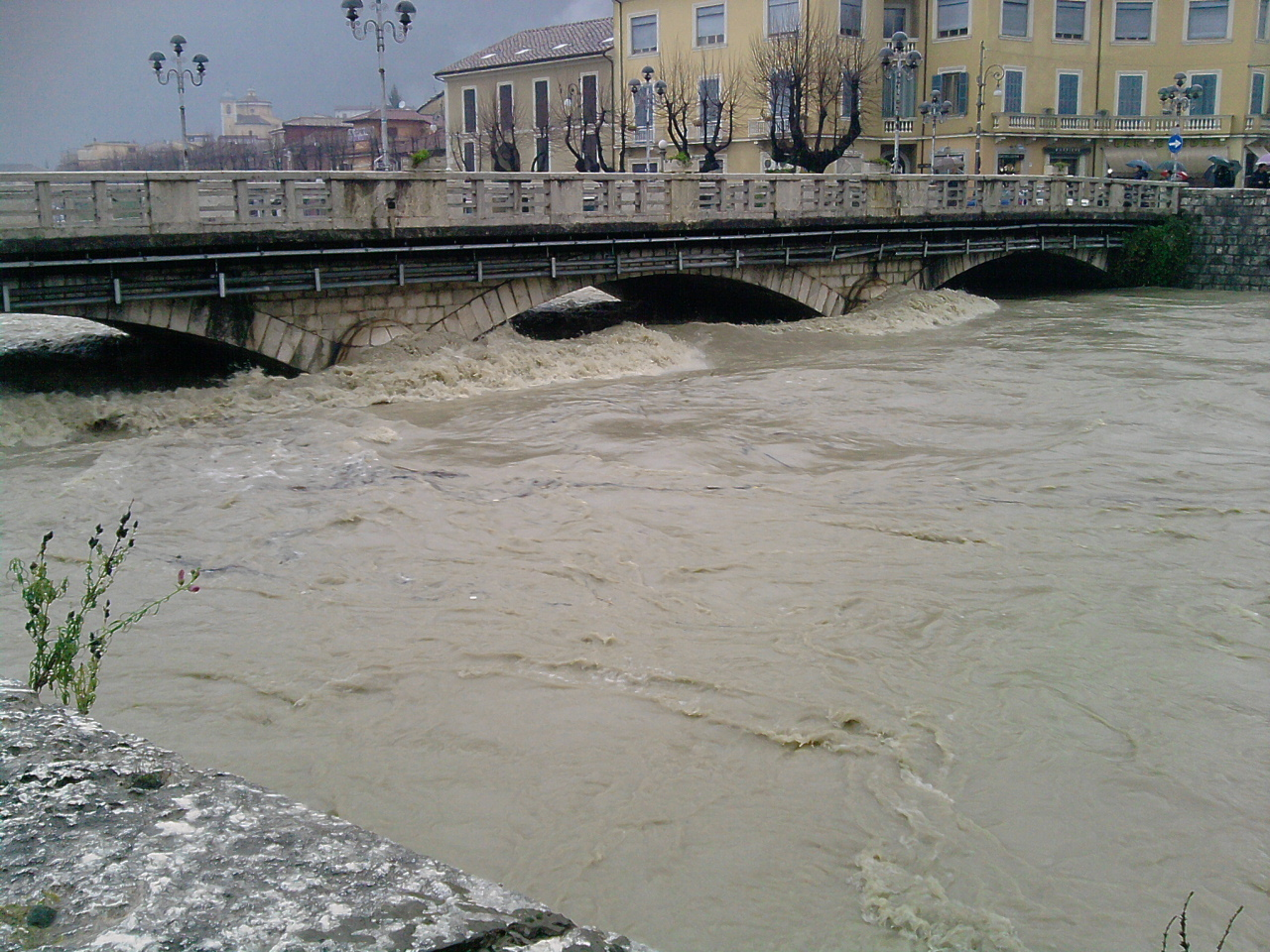
Piena del Liri del 1º dicembre 2010 a Sora

Il Liri è un fiume dalla portata notevole grazie anche alla permeabilità di gran parte del suo bacino di raccolta. Il suo regime però è irregolare con notevoli piene autunnali e invernali e magre estive. Il fiume è anche soggetto ad un pesante sfruttamento delle sue acque tanto da risentirne notevolmente in alcuni tratti.

## Etimologia

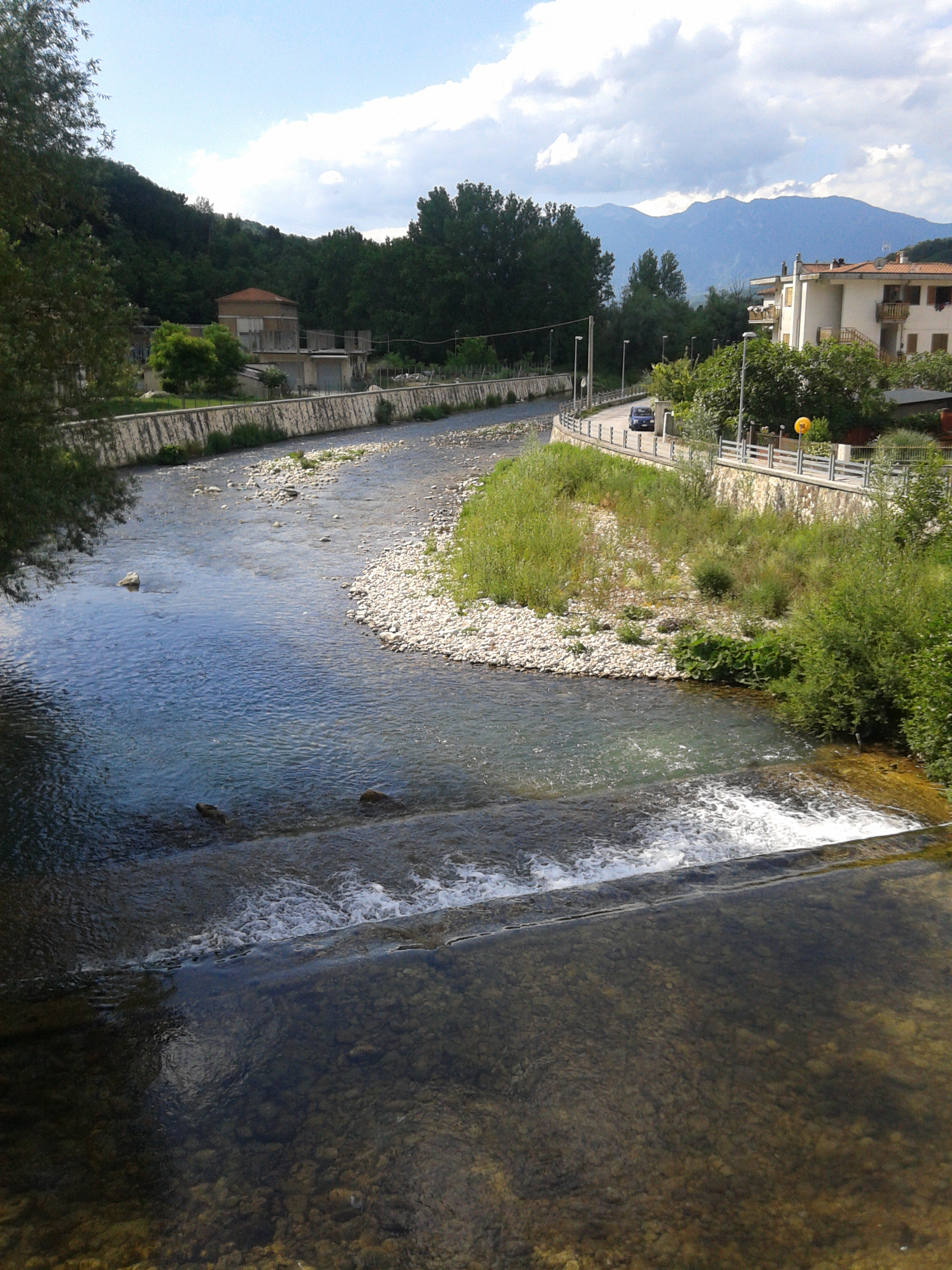
Il fiume Liri a Canistro, in Abruzzo

Il nome è attestato in Plinio il Vecchio (Naturalis Historia, II, 227) e Strabone, nel quale leggiamo che il Liri, nato dalle montagne, dopo Sora raggiunge Fregellae e Minturno (Geografia, V,3): dunque per gli antichi la denominazione Liris è riferita all'intero percorso di quello che oggi chiamiamo Liri-Garigliano. Da Strabone apprendiamo pure che precedentemente si chiamava Clanis.
Fin dal Medioevo è documentato anche con il nome Verde, in cui era comunque compreso anche l'attuale Garigliano: così è menzionato da Dante a proposito di Manfredi di Sicilia, i cui resti mortali per ordine papale furono dissotterrati a Benevento e traslati fuori dei confini del Regno di Sicilia.
La denominazione Garigliano, riferita al tratto che va dalla confluenza col Gari fino alla foce, è di origine tardomedievale.
L'etimo è incerto, forse è collegato un tema preromano *liri- che indica acqua melmosa (cfr. lira nel senso di fango di alcuni dialetti abruzzesi-molisani); è stata di recente avanzata l'ipotesi di una derivazione dall'arabo "garil" (palude), con riferimento alla morfologia del tratto finale del suo corso.